# Архитектурата на Замошч
Замошч е един от градовете в Полша, отличаващи се с уникалното си архитектурно и градоустройствено оформление. Това важи преди всичко за Стария град, наричан Старе място. Сградите там са построени в периода от Ренесанса до XX век. Архитектурните забележителности на Старе място се допълват от обекти, разположени в други части на града.

## Старе място

### Облик и организация на пространството
Свидетелство за характерната пространствена организация на Стария град в Замошч е линията на някогашните крепостни стени със седем бастиона и разположението на намиралите се някога в крепостта улици, пресичащи се под прав ъгъл. От основаването на града досега са настъпили някои промени, засягащи главно сградите (особено по време на поделбите на Полша, когато много от тях са били лишени от богатата си декорация, а други са били дори разрушени) и фрагменти от укрепленията, най-вече бастионите (от които е останал само един). Въпреки това оформлението на града е оцеляло практически непроменено до наши дни. То е основна атракция за урбанистите и архитектите, посещаващи Замошч, тъй като е пример за прилагане на идеите за идеалния град.
Първият „стопанин на Замошч“, Ян Замойски, възлага проектирането на града на архитекта Бернардо Морандо, който основава своя проект на антропоморфната форма. Главни оси на системата са една от най-натоварените улици на Стария град в Замошч: улица „Гродзка“ („гръбнакът на града“), минаваща през Големия площад („сърцето“) към бившия дворец („главата на града"), и улиците „Солна“ и „Б. Морандо“ („раменете на града“), където са разположени три площада: Големият площад, Солният площад и Водният площад, които са „вътрешните органи“ на града. Бастионите са неговите „ръце“ и „крака“ за защита.
През последните години много от улиците на Стария град са реновирани и превърнати в пешеходни и транспортни пътища, без обособени тротоари.
В Старе място доминират дву- и триетажни каменни градски къщи (kamienice) от различни периоди.
Гъстотата на застрояване е видимо по-голяма в източната част на града, където са били съсредоточени повечето жилищни сгради, чийто брой в момента намалява, поради функциите на тази част на града, свързана най-вече с услуги, включително туризъм и култура. По-малко на брой, но по-големи по размер са сградите, разположени в западната и южната част на Стария град. Там свободните пространства са много повече, а сред обектите се открояват някогашният дворец, бившата академия, катедралата, някогашната болница и арсеналът.
През 1992 г. Старият град в Замошч, пример за ренесансово градско застрояване, е вписан в списъка за световно наследство на ЮНЕСКО.
На 26 юни 2004 г., по време на Втория форум на полските градове и обекти на ЮНЕСКО, градовете и обектите в Полша, включени в Списъка на световното културно наследство на ЮНЕСКО, се обединяват в Лига на полските градове и обекти на ЮНЕСКО с цел предоставяне на информация, сътрудничество и популяризиране. Торун става седалище на Лигата, а нейният първи (и настоящ) президент е кметът на Замошч Марчин Замойски.

## Забележителности

### Светски сгради
- кметството (Ratusz) на Големия площад – символ на града, един от най-ценните паметници, маниерно-бароков, с ветрилообразни стълби и 52-метрова кула, свързана на север с по-ниска пристройка, достроена през 19 век (първоначално затвор, чийто вход е бил откъм Солния площад)[2];
- каменни домове с аркади, намиращи се на Големия площад. Сред тях са:
- арменски домове от XVII век;
- домовете: „Морандовски II“, „Шчебжеска“ и „Туробинска“ от началото на XVII век;
- домът „Под Св. Кажимеж“, XVII век;
- Линковски дом, втора половина XVII век;
- домовете с аркади на Солния площад, сред които е „Къщата на равина“ от средата на XVII век;
- някогашният дворец на Замойски (ул. „Академицка“) – седалището на Замойски, първата сграда, чийто строеж започва през 1579 г., преустройван е многократно, през ХІХ век, по време на поделбите на Полша, е превърнат във военна болница, което нарушава уникалния му облик;
- бившата Замойска академия – един от първите полски университети, XVII век, преустроен през осемнадесети и деветнадесети век (сега гимназия и университет);
- Арсенал (ул. „Замкова“) – бивша оръжейна, първата половина на XVII век;
- Централен дом, т.нар „Централка“ (ул. „С, Жеромски“ и ул. „Базилианска“ – ар нуво, ранен ХХ век, името идва от някогашния хотел „Централен“;
- „Генералувка“ (ул. „Т. Кошчушко“) – неоренесансова сграда от втората половина на XIX век (до пощата).

### Католически църкви и някогашни сакрални сгради
- катедрала „Възкресение Господне и Св. Апостол Тома“ – ренесансова базилика (според старата номенклатура от т.нар. нулев клас) от началото на XVI и XVII век, с богат интериор (включително крипти с ковчезите и праха на семейство Замойски) и свободно стояща камбанария (в момента служи и като кула за изгледи) с три камбани (Ян, Вавжинец и Томаш);
- ректорална църква „Св. Екатерина“ (на ул. „Заменхоф“ / площад „Ян Ярошевич“) – барок, втората половина на XVII век;
- францисканска църква“ Благовещение на Пресвета Богородица“ (ул. „С. Сташиц“ – площад „Волношчи“) – най-голямата църква в Стария град в Замошч, барок, средата на XVII век;
- църква „Св. Никола“ (ул. „Кошчюшко“ / ул. „Базилианска“) – бивша гръкокатолическа църква на отците василианци, ренесанс-барок, XVII век;
- бившата Духовна семинария (ул. „Академицка“) – барок, XVII век, сега седалище на университет;
- бившата църква и манастир на сестрите кларисинки – барокова църква от края на XVII век; манастир от втората половина на XVIII век) (ул. „Кошчюшко“), сега седалище на музикално училище;

### Крепостта Замошч
Сред останките от укрепленията на крепостта Замошч са:
- астион VII – единственият запазен от седемте бастиона, изградени през XVI век в новоиталиански стил;
- две разширения (nadszańce) – създадени при модернизацията на крепостта Замошч в периода на поделбите; първата половина на XIX век;
- Замойска ротонда – важен обект, разположен южно от Стария град, свързан с разширяването на крепостта през XIX век; днес в него се помещава музей;
- порти:
- старата Любелска порта (ул. „Академицка“/ул. „Кралица Ядвига“) – първата порта в Замошч, изградена най-вероятно в началото на XVII век;
- новата Люблинска порта (ул. „В. Лукашински“) – изградена при модернизацията на крепостта по време на поделбите; първата половина на XIX век;
- старата Лвовска порта (ул. „В. Лукашински“/ул. „Партизантув“) – маниеризъм, краят на XVI век;
- новата Лвовска порта (ул. „Окопова“/ул. „Партизантув“) – изградена при модернизацията на крепостта по време на поделбите; първата половина на XIX век;
- Шчебжеска порта (ул. „Шчебжеска“) – от началото на XVII век, изградена наново през XVIII и XIX век, зазидана.

### Сгради на някогашното еврейско население
Сред забележителностите на Замошч са сгради, построени от еврейското население, населявало североизточната част на града, където днес се намират обекти като:
- синагогата (ул. „Л. Заменхоф“/ул. „Базилизанска“) – късно ренесансова сграда от първата половина на XVII век;
- някогашно микве (ул. „Л. Заменхоф“) – XVIII век, изградено отново през втората половина на XIX век;
- „Домът на равина“ (сграда при Солния пазар);
- бивш дом за молитва на ул. „И. Перец“
- бивш дом за молитва на ул. „Даниловски“

### Забележителности извън Старе място
някогашната синагога в Новия град от втората половина на XIX век (днес в сградата се помещава детска градина) – ул. „Гминна“ 32;
бившата офис сграда на някогашния месокоимбинат, соцреализъм, 1951 – 54 r. (днес в нея се помещава частен детски център за образование и забавления „escape room“) – ул. „Й. Килински“ 75;
сграда в класически стил, някогашна поща от 1835 г.;
административната сграда на някогашната спиртна фабрика „Монопол“, 1896 – 98 г. (днес Окръжна прокуратура) – ул. „Орла“ 2
сградата на бившето обществено осигуряване (днес поликлиника) от 30. Години на XX век – ул. „Партизантув“ 5;
сграда на бивша банка (NBP), по-късно Окръжен съд (днес сграда на общинската администрация) от 20. Години на XX век – ул. „Партизантув“ 10;
сградата на бившата градска баня от 1928 г. (днес парк) – ул. „Партизантув“ 12;
енорийското гробище на ул. „Пеовякув“ с неоготически параклис (от 1917 r.);
главната сграда на железопътната гара, 1916 – 17 г. реконструирана по-късно – ул. „Шчебжеска“ 11;

### Паметници
- Паметник, посветен на децата от региона Замошч, убити от немците – ул. „Академицка“;
- Паметник на Йоан Павел II – при катедралата;
- Паметник на Ян Замойски – пред бившия дворец Замойски;
- Паметник на цар Давид Псалмистът – ул. „В. Лукашински“;
- Паметник-кръст „Катин 1940“ – близо до църквата „Св. Екатерина“;
- Паметник в памет на арменците – ул. „В. Лукашински“;
- Бюст на Станислав Сташиц – градски парк.